# Strajane
Strajane (makedonska: Страјане) är ett samhälle i Nordmakedonien.   Det ligger i kommunen Gostivar, i den västra delen av landet, 50 kilometer sydväst om huvudstaden Skopje. Strajane ligger 1 002 meter över havet och antalet invånare är 544.